# Линия красоты (роман)
«Линия красоты» (англ. The Line of Beauty) — роман британского писателя Алана Холлингхёрста 2004 года, отмеченный Букеровской премией.

## Сюжет
Только что окончивший Оксфорд молодой гей по имени Ник Гест приезжает в дом родителей своего друга Тобиаса Фэддэна. Здесь он знакомится со всеми членами семьи Фэддэнов, с которыми у него складываются неплохие отношения. Ник — утончённый эстет, любитель красоты и роскоши. По мере развития сюжета у него завязываются романтические отношения сначала с темнокожим рабочим по имени Лео, а затем с приятелем по Оксфорду Уани Уради, сыном ливанского миллиардера.
После короткого посещения дома Фэддэнов премьером Тэтчер, глава семейства Джеральд Фэддэн, депутат парламента от Консервативной партии, оказывается в центре сексуального и финансового скандала. В это же время становится известно об отношениях между Ником и Уани, подробности которых опубликованы в газетах. Джеральд выгоняет Ника, обвиняя его во всех бедах.
В романе затрагиваются темы политического лицемерия, гомосексуальности и СПИДа.

## Экранизация
Роман был адаптирован для телевидения сценаристом Эндрю Дэвисом, как мини-сериал «Линия красоты», состоящий из трех серий для канала BBC-2, режиссёр Сол Диб, транслировался с 17 мая 2006 года. В роли Ника Геста снялся Дэн Стивенс.

## Литературная значимость
- Холлингхёрст написал свой роман в Яддо — поместье, построенном и существующем на средства американских филантропов.
- В 2004 году роману «Линия красоты» присуждена Букеровская премия.[1]
- Незримое присутствие Маргарет Тэтчер ощущается на протяжении всей книги. В этом роман похож на «Сердце тьмы» Джозефа Конрада, любимого автора Холлингхёрста, где так же незримо присутствует герой Курц.[2]

## Критика
- «Эдмунд Уайт сказал, что проза Алана Холлингхёрста — лучшее, что мы имеем сегодня. Возможно, что Уайт несколько преувеличил… и всё же если вы цените стиль, остроумие и социальную сатиру в литературе, не пропустите этот элегантный и страстный роман». (Майкл Дёрдэ, Вашингтон Пост)[3]
- «Некоторые критики отметили политическую и социальную сатиру романа, безусловно, всё это присутствует и очень ярко выражено. Удивительно, но брезгливость или политкорректность мешает им сказать о том, что это, прежде всего история о гомосексуальности, и в ней есть сцены, которые многие читатели сочтут глубоко оскорбительными». (Рон Чарлес, Кристиан Саенс Монитор)[4]